# Square du Mont-Blanc
Le square du Mont-Blanc est une voie du 16e arrondissement de Paris, en France.

## Situation et accès
Le square du Mont-Blanc est une voie privée située dans le 16e arrondissement de Paris. Il débute au 25, avenue Perrichont et se termine en impasse.

## Origine du nom

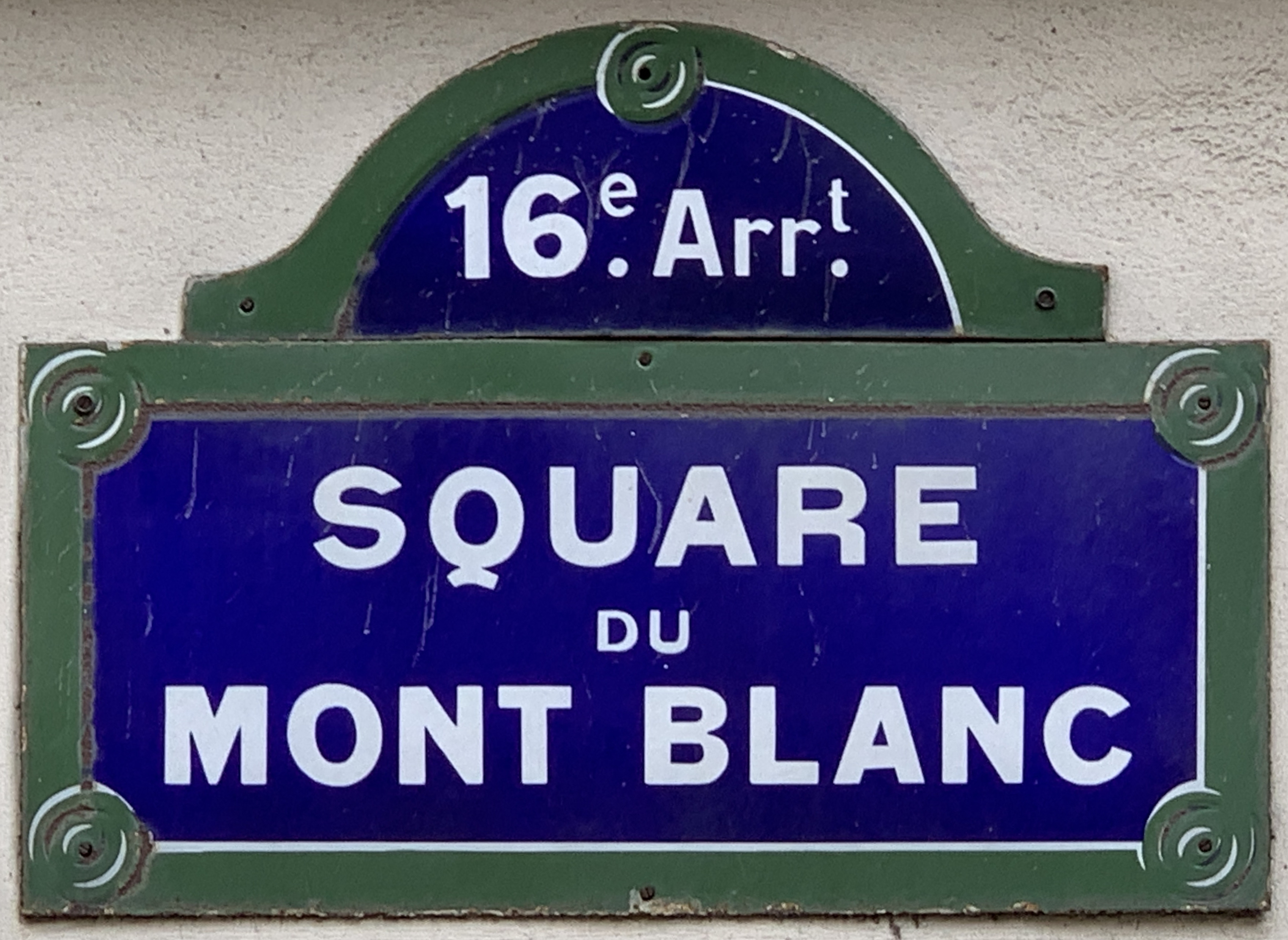
Plaque du square.

Elle porte le nom du mont Blanc, plus haut sommet des Alpes.

## Historique
Cette voie prend sa dénomination actuelle en 1932.